# Colin Burgess
Colin Burgess (Sydney, 16 de novembro de 1946 – 16 de dezembro de 2023) foi um baterista australiano. Fez parte da primeira formação da banda AC/DC, em 1973, junto aos músicos Dave Evans, Larry Van Kriedt e os irmãos Angus e Malcolm Young. Burgess foi expulso do AC/DC em 1974, após se apresentar alcoolizado durante um show, sendo substituído em 1975 por Phil Rudd. Antes de se juntar ao AC/DC, ele também integrou a banda The Masters Apprentices de 1968 a 1972.

## AC/DC
Em maio de 1970, o grupo com Glenn Wheatley no baixo, mudou-se para Londres, mas teve pouco sucesso comercial lá.
Burgess retornou à Austrália e, em novembro de 1973, foi recrutado para a formação do hard rockers AC/DC. Ele se juntou a Malcolm Young na guitarra rítmica, seu irmão Angus na guitarra solo, Dave Evans nos vocais e Larry Van Kriedt no baixo. Burgess foi demitido em fevereiro de 1974 por estar bêbado no palco. Mais tarde, ele disse que alguém havia cravado sua bebida.
Burgess foi substituído por uma sucessão de bateristas antes de Phil Rudd se juntar em fevereiro-março de 1975. Quando Rudd machucou a mão em uma luta em Melbourne em setembro de 1975, Burgess foi chamado como seu substituto por algumas semanas. Em uma reviravolta do destino, Burgess estava na Music Factory, em Londres, na noite em que Bon Scott morreu, em fevereiro de 1980. Ele foi uma das últimas pessoas a falar com ele antes de Scott deixar o clube.

## Morte
Colin Burgess faleceu aos 77 anos, em 16 de dezembro de 2023.